# 3C 9
3C 9 é um quasar localizado na constelação de  Pisces.